# Barat (gmina Kanfanar)
Barat – wieś w Chorwacji, w żupanii istryjskiej, w gminie Kanfanar. W 2011 roku liczyła 60 mieszkańców.
Leży na półwyspie Istria, ok. 10 km na północny zachód od Kanfanaru i 27 km na północny wschód od Rovinja. Lokalna gospodarka opiera się na rolnictwie i turystyce. Na przełomie XVI i XVII wieku miało miejsce osadnictwo uchodźców z Dalmacji. W przeszłości Barat był położony na granicy austriacko-weneckiej.